# 菊地崇
菊地 崇（きくち たかし、1963年 - ）は、日本のライター。
音楽評論方面で知られるが、音楽のみならず、紀行やインタビューなど、広くライティング活動をし、紙媒体をメインに、インターネット、テレビやラジオといったメディアまで、多角的に発信を続けている。近年はイベント司会、トークライブなどを任されることも多い。

## 略歴
岩手県生まれ。
カルチャー・マガジンのパイオニア的存在である『Switch』の創刊に参加。編集者として、主に音楽特集の担当をしていた。
その後退社してタイで1年間過ごし、そこで人生における旅の視線、世界視野の大切さを知る。
帰国後はフリーライター、講師として活動しBalance、88などその時代の先駆的な複数のカルチャー・マガジンでエディティング＆ライティングを担い、現在はフリーペーパー『Lj』編集長を務める。
Switch時代
ジャマイカやニューオリンズ、沖縄など、音楽が生まれた場所をテーマに企画・編集を続けた。副編集長を経た後、フリーに転向。
バランス編集長時代
1996年、フリーランス時代に机を借りていた会社で野外パーティーRainbow 2000のフリーペーパーを作ることが元となり、翌年オルタナティヴ・カルチャーの先駆的フリーペーパーBalanceを創刊。ジャムバンドがメディアにあまり載っていなかった時代にフィッシュ（Phish）やモー、スティーブキモックが訪日時にインタビューをしている。
Lj編集長
2005年にハリケーン・カトリーナを受けて「貧困の側面よりカルチャー面からニューオーリンズを伝えたい」との思いから創刊。カウンターカルチャーに焦点を当て、彼が見てきた音楽やフェスカルチャーから得た〈旅〉と〈音楽〉の刺激、このふたつから導き出される個性的で豊かな生き方を読者に伝えている。

## 人物

### 日本フェスの目撃者として
年間約100本の国内外ライブ、フェスに足を運んでいる。フジロックフェスティバルは99年から2001年以外のすべて参加し「ミスターフィールドオブヘブン」とも言われている。その独特の風貌からフェスではひと際目立つ存在であり各アーティストや、フェスの主催者など現場との交流も深く、『Lj』というフリーペーパーを中心に、他媒体やラジオ、自身もフェスに出演するなど、あらゆる活動や方法でフェスやアーティストを影から支えている。

### ジャムバンド、アメリカンカルチャーの語り部の第一人者として
20代の時に初渡米。1999年のフィッシュのフェス〈ビッグサイプレス〉や〈ボナルー〉、〈ニューオーリンズ・ジャズ&ヘリテッジ・フェスティバル〉、〈コーチェラ・フェスティバル〉、〈Hangout Music Festival〉などにも参加。著書にフィッシュを追いかけた体験記『自由って何だ？』がある。ここには99年のフジロックでの初体験から、ヴァーモント州コヴェントリーでのラスト・ライブまでフィッシュ（Phish）を追いかけながら思った様々な事柄が綴られジャムバンドの本場アメリカで、ジャムバンドを追いかけて旅をした体験なども書かれている。アメリカのジャムバンド・シーンを伝える第一人。60年代のアメリカで起こったカウンター・カルチャーのビジョンを、今の日本に、そして未来へ繋ごうとしている。

## アーティストとの関わり
2013年、生誕50周年を祝う一夜限りのフェスが渋谷SECOにて開催された。平日開催にもかかわらずCaravan 、DACHAMBOのAO 、 EIJI、YAO、 HATA。cro-magnonの大竹重寿、 金子巧、 コスガツヨシ。越野竜太（らぞく／（仮）ALBATRAS）、小林真樹（（仮）ALBATRAS）MONKY（BBBB）、 光風 、IZPON、Gravityfreeなどのアーティスト達が出演した。

## 著書
- 「自由」って何だ?―ジャムバンドPHISHが伝えた「僕たちの自由」 (マーブルブックス)

## メディア出演等
- ダラケ! 〜お金を払ってでも見たいクイズ〜（BSスカパー、2019年8月5日、「音楽フェス狂いダラケ!」）